# Дофар (футбольный клуб)
«Дофар» — оманский футбольный клуб, базирующийся в Салала, выступающий в Оманской Премьер-лиге.

## История
Идея создания клуба в Салале появилась в 1960-е годы в результате различных встреч горожан. Команду предлагали назвать «Аль-Ахли», «Аль-Нахдой», «Аль-Араби» и «Аль-Шоалой», но в итоге было выбрано наименование «Аль-Шааб», буквально переводимое как «люди». В 1968 году новый клуб был окончательно создан.
Два года спустя «Аль-Шааб» объединился с соседним клубом «Аль-Шоала» из района Салалы Дахариз. Новообразованная команда получила название «Дофар» в 1970 году. Первым президентом клуба стал Салим аль-Катири, остававшийся на этой должности до 1975 года. Официально клуб был основан 20 мая 1972 года и зарегистрирован 26 июня 2002 года.
«Дофар» — самый успешный клуб Оманской лиги, выигравший в общей сложности девять чемпионатов и семь национальных кубков. «Дофар» также вышел в финал Клубного кубка чемпионов Персидского залива 1995/96, в котором проиграл саудовскому «Аль-Насру». Команда никогда не вылетала из главной оманской лиги. Несмотря на то, что «Дофар» значительно моложе большинства своих оманских соперников, основанных в 1930-х, 1940-х и 1950-х годах, он с 19-ю титулами входит в тридцатку самых успешных клубов арабского мира.
Принципиальнейшим противником «Дофара» являются его земляки из Салалы, клуб «Аль-Наср». Ранее соперники боролись за титулы в Омане, но в 2010-е отошли на второй план на национальном уровне. «Аль-Наср» даже на один год вылетел в Первый дивизион.

## История выступлений
| Сезон   | Дивизион      | Место   | Кубок |
| ------- | ------------- | ------- | ----- |
| 2003/04 | Оманская лига | 5-е     |       |
| 2004/05 | Оманская лига | Чемпион |       |
| 2005/06 | Оманская лига | 9-е     |       |
| 2006/07 | Оманская лига | 3-е     |       |
| 2007/08 | Оманская лига | 2-е     |       |
| 2008/09 | Оманская лига | 7-е     |       |
| 2009/10 | Оманская лига | 2-е     |       |
| 2010/11 | Оманская лига | 4-е     |       |
| 2011/12 | Оманская лига | 5-е     |       |
| 2012/13 | Оманская лига | 6-e     |       |

## Достижения
- Чемпион Омана (10): 1982/83, 1984/85, 1989/90, 1991/92, 1992/93, 1993/94, 1998/99, 2000/01, 2004/05, 2018/19
- Кубок Омана (8): 1977/78, 1980/81, 1981/82, 1990/91, 1999/00, 2004/05, 2006/07, 2011